# Hakim Medane
Hakim Medane (en árabe: حكيم مدان‎; Tizi-Ouzou, Argelia, 5 de septiembre de 1966) es un exfutbolista de Argelia que jugaba en la posición de centrocampista.

## Carrera

### Club
| Periodo   | Club           |
| --------- | -------------- |
| 1982–1988 | USM El Harrach |
| 1988–1991 | JS Kabylie     |
| 1991–1994 | FC Famalicão   |
| 1994–1995 | SC Salgueiros  |
| 1995–1996 | FC Famalicão   |
| 1996–2000 | JS Kabylie     |

### Selección nacional
Debutó con Argelia el 28 de diciembre de 1984 en una derrota por 1-2 en un partido amistoso ante Ghana con 18 años de edad.  Jugó en 28 ocasiones y anotó un gol hasta su retiro internacional en 1994.
Participó en tres ediciones de la Copa Africana de Naciones y también jugó para la selección sub-20 en seis ocasiones en 1984.

## Logros
- Algerian Championnat National: 1989, 1990
- Algerian Cup: 1987
- African Cup of Champions Clubs: 1990
- CAF Cup: 2000